# Moscato di Sorso-Sennori
Süße Weißweine sowie Schaumweine mit der Bezeichnung Moscato di Sorso-Sennori DOC oder Moscato di Sorso DOC oder Moscato di Sennori DOC werden im Norden der italienischen Insel Sardinien erzeugt. Die Region genießt seit dem 31. März 1972 den Status einer „kontrollierten Herkunftsbezeichnung“ (Denominazione di origine controllata – DOC), die zuletzt am 7. März 2014 aktualisiert wurde.

## Anbau
Der Wein wird im Nordosten der Insel in den Gemeinden Sorso und Sennori in der Provinz Sassari produziert. Das flachhügelige Land liegt in der Nähe des Golfs von Asinara, zwischen Castelsardo und Porto Torres.
Das Anbaugebiet ist eines der kleinsten in der Region Sardinien. Die erzeugten Mengen sind bescheiden.

## Erzeugung
In der Denomination werden in geringem Maße Stillweine  hergestellt. Diese Weine werden zu 90–100 % aus der Rebsorte Moscato Bianco gekeltert. Der Spumante wird sortenrein aus aromatischen, weißen Trauben hergestellt.
Es werden folgende Weintypen produziert:
- Moscato di Sorso-Sennori Bianco (Stillwein)
- Moscato di Sorso-Sennori liquoroso (Likörwein – Die Trauben werden im vollreifen Zustand geerntet. Die alkoholische Gärung wird nach Erreichen eines vom Winzer definierten Alkoholgehalts durch Zugabe von Weingeist gestoppt. Dem Wein verbleibt dadurch eine hohe Restsüße und er weist einen dem Portwein ähnlichem hohen Alkoholgehalt auf.)
- Moscato di Sorso-Sennori Passito
- Moscato di Sorso-Sennori Spumante (Schaumwein)

## Beschreibung
Laut Denomination (Auszug):

### Moscato di Sorso-Sennori Bianco
- Farbe: goldgelb
- Geruch: intensiv, charakteristisch
- Geschmack: süß, fein, samtig
- Alkoholgehalt: mindestens 12,0 Vol.-%, mit einem Rest von mindestens 2,0 % potentiellem Alkoholgehalt
- Säuregehalt: mind. 4,5 g/l
- Trockenextrakt: mind. 20,0 g/l

### Moscato di Sorso-Sennori Liquoroso
- Farbe: goldgelb
- Geruch: intensiv, charakteristisch, ätherisch
- Geschmack: süß, komplex, fein
- Alkoholgehalt: mindestens 17,5 Vol.-%, mit einem Rest von mindestens 3,5 % potentiellem Alkoholgehalt
- Säuregehalt: mind. 4,5 g/l
- Trockenextrakt: mind. 25,0 g/l
- Gesamtzuckergehalt:  mindestens 60 g/l